# Oude watertoren (Helmond)
De oude watertoren in de Nederlandse stad Helmond is gebouwd in 1899 en was ontworpen door architect Jan Schotel. Na de bouw van de toren, bij de ingebruikname stortte de watertoren vrijwel direct in, hierna heeft men de toren herbouwd in 1900. De watertoren had een hoogte van 30,95 meter en een waterreservoir van 300 m³.
De toren was tot 1950 in gebruik en is in 1956 gesloopt. De watertoren was namelijk overbodig geworden doordat zijn functie was overgenomen door een grotere en sterkere watertoren die in 1948 was gebouwd.